# Corinne Diacre
Corinne Diacre (4. august 1974 Croix, Nord, Frankrig) er en tidligere fransk fodboldspiller, der nu er landstræner i for Frankrigs kvindefodboldlandshold, siden 2017. Hun har tidligere været træner for ASJ Soyaux og tidligere assistent på A-landshold. Hun har også været cheftræner for Ligue 2-klubben Clermont Foot.
Hun var tidligere anfører for det franske kvindelandshold og spillede 121 landskampe. Hun spillede klubfodbold i ASJ Soyaux 1988–2007.
Som den første kvinde nogensinde, blev hun i 2014 træner for et professionelt fransk hold.